# Filipe Duarte
Pour les articles homonymes, voir Duarte.
Filipe Manuel Cordeiro Duarte, dit Filipe Duarte, né le 30 mars 1985 à Lisbonne au Portugal, est un footballeur international macanais. Il évolue actuellement au poste de défenseur au Benfica Macau.

## Biographie

### Carrière en club
Avec le club macanais du SL Benfica, Filipe Duarte dispute deux matchs en Coupe de l'AFC. 

### Carrière internationale
Filipe Duarte compte quatre sélections et deux buts avec l'équipe de Macao depuis 2016.
Il est convoqué pour la première fois en équipe de Macao, pour un match amical contre la Malaisie le 29 mars 2016. La rencontre se solde par un match nul et vierge (0-0).
Il inscrit son premier but en équipe nationale le 30 juin 2016, contre la Mongolie, lors d'un match des éliminatoires de la Coupe d'Asie de l'Est 2017. La rencontre se solde par match nul de 2-2. Deux jours plus tard, il marque son deuxième but, contre les Îles Mariannes du Nord. Le match se solde par une victoire 3-1 des Macanais.

## Palmarès
- Avec l'Apollon Limassol
  - Champion de Chypre en 2006.

- Avec le SL Benfica
  - Champion de Macao en 2014, 2015 et 2016.
  - Vainqueur de la Coupe de Macao en 2013 et 2014.